# Oxalat de calci
L'oxalat de calci, nom IUPAC: etanodiat de calci és un compost químic que forma cristalls en forma d'agulla. És el component d'un dels tipus de pedra del ronyó, també se'n formen concrecions en els contenidors de les fàbriques de cervesa i pot ser perjudicial. La seva fórmula química és CaC₂O₄ or Ca (COO)₂.

## On es troba
Es troben quantitats d'oxalat de calci en moltes plantes ornamentals d'interior, com la dieffenbachia o el ruibarbre, on s'hi pot trobar en les fulles però no en les penques que és el que es consumeix. També n'hi ha, entre d'altres a les espècies dels gèneres oxalis, araceae i espinac, fulles del te i al kiwi. En cas de patir de pedres del ronyó és millor abstenir-se d'aquestes plantes riques en oxalats. També s'hi pot trobar en estat natural en forma de mineral: la caoxita.

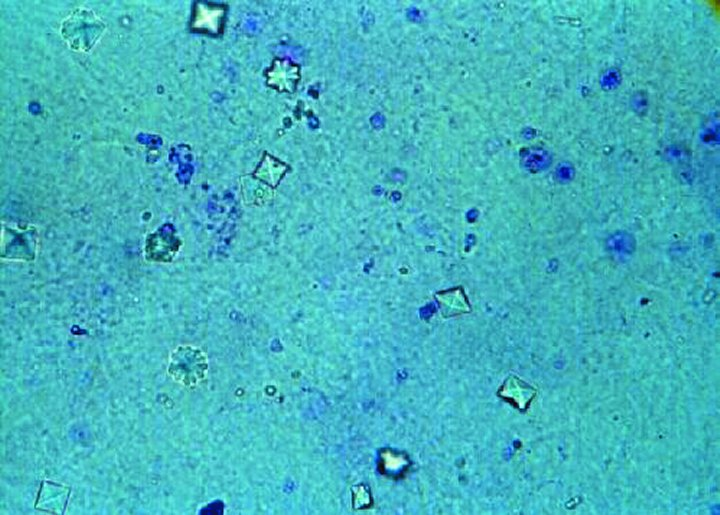
Cristalls d'oxalat de calci en l'orina

## Efectes de la ingestió
La seva ingestió pot resultar fatal. Fins i tot una petita dosi d'oxalat de calci és suficient per causar una intensa sensació de cremada en la boca i la gola, sensació que pot allargar-se. En dosis més grans poden causar un sever malestar digestiu, dificultats de respiració, coma i fins a la mort. Hi pot haver recuperació de l'enverinament, però és possible que hi hagi danys permanents al fetge i al ronyó.